# Orrböle
Orrböle är ett naturreservat i Vännäs kommun i Västerbottens län.
Området är naturskyddat sedan 2016 och är 60 hektar stort. Reservatet omfattar Orrböles östra sluttning och Bräntbergets norra en del av östsluttningen av Kronberget. Reservatet består av granskog och här växer guckusko.
Y.V är mycket kompetent och lever här